# الهيئة العالمية للفقه الإسلامي
الهيئة العالمية للفقه الإسلامي هي تجمّع إسلامي علمائي مسؤول، يضّم نخبة من أكثر من خمسمائة عالم وفقيه ومفتي ومجتهد من جميع المذاهب الإسلامية والطوائف والقوميات المختلفة يتميزون بحصولهم على دراسات متقدمة ومراكز مؤثرة، ويسعى هذا التجمع إلى توحيد كلمة المسلمين في شتى أنحاء العالم تحت راية (لا إله إلاّ الله محمد رسول الله). وقد جاءت فكرة تأسيس الهيئة بسبب ما يجري في العالم الإسلامي وما يخطِّط له أعداء الإسلام من محاولات لتمزيق كلمة المسلمين وإيقاع الفتنة والشقاق بينهم بعد أن تقاذفتهم الأهواء والمصالح والمطامع وازدادت الفتن والصراعات والخلافات الدينية والمذهبية.

## الفكرة والتأسيس
تم تأسيس الهيئة انطلاقا من الحقيقة التي مفادها: أن الإسلام الحقيقي يأمر أتباعه بأن يعتصموا بحبل الله جميعا حتى إذا كانت بينهم خلافات حول بعض الأمور، وحفاظاً على توحيد كلمة المسلمين ونبذ الطائفية بجميع أشكالها، وتأكيدا على الوحدة الوطنية والقومية وحفظ العلاقات الطيبة بين المسلمين مع جميع أتباع الديانات الأخرى.

### المؤتمر التأسيسي في باريس
تم عقد المؤتمر التأسيسي للهيئة العالمية للفقه الإسلامي بتاريخ 22/05/2008 بمدينة باريس بعنوان (إسلام بلا عنف). وقد تم خلال هذا المؤتمر انتخاب السيد أبو القاسم الديباجي لمنصب الأمين العام للهيئة بإجماع أعضاء الهيئة التأسيسية، كما أُعلن من خلال هذا المؤتمر عن أهم الأهداف والأسس التي أُنشئت من أجلها الهيئة.

### أعضاء الهيئة التأسيسية
- الدكتور أبو القاسم الديباجي (الأمين العام).
- الدكتور جلول صديقي (مدير مسجد باريس الكبير ومعهد الغزالي).
- الدكتور مصطفى محقق داماد (رئيس أركان الأكاديمية الإيرانية للعلوم).
- شيخ الإسلام الله شكر باشازاده (مفتي أذربيجان ورئيس إدارة مسلمي القوقاز).
- الشيخ محمد دالي بلطة (مفتي صور).
- السيد جواد الخوئي (مساعد الأمين العام لمؤسسة الخوئي الخيرية بلندن).

### أمين عام الهيئة

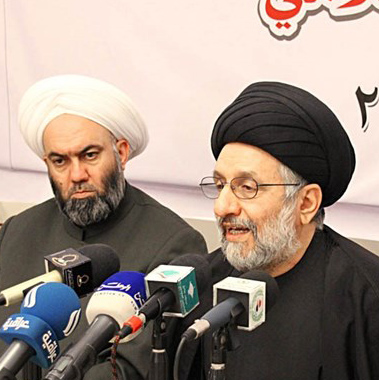
د.أبو القاسم الديباجي - الأمين العام - متحدثًا في إحدى المؤتمرات

تم انتخاب الدكتور أبو القاسم الديباجي بالإجماع لكي يكون أمين عام الهيئة، حيث يشهد له الجميع بدماثة الخلق ورحابة الصدر والحكمة وحسن التصرف. ويملك بالإضافة إلى دراساته الإسلامية ومؤلفاته الكثيرة في الفلسفة الإسلامية وأصول الدين، ثلاث شهادات دكتوراه إحداها من جامعة أوكسفورد البريطانية حصدها في عام 1996 كما أنه عضو في الجامعة، إضافة إلى شهادة دكتوراه من جامعة الحضارة الإسلامية المفتوحة حصل عليها في 2007. ويؤم في الكويت مسجد جامع الإمام زين العابدين ويشرف على الكثير من الأعمال التطوعية الخيرية.

### الأهداف
تم تحديد أهداف الهيئة خلال المؤتمر التأسيسي الذي عقد في باريس، ويمكن تلخيصها كما يلي:
- العمل الجاد في سبيل إعادة المسلمين في كل أرجاء العالم إلى أصول دينهم الصحيح من خلال توكيد الحقيقة التي مفادها أن الاختلافات بين المسلمين ليست سوى اختلافات حول قضايا فرعية وليست في أصول الدين.
- التعاون الدؤوب سعيا إلى نزع فتيل أي فتن قد تظهر بين أتباع المذاهب الإسلامية المختلفة استناداً إلى الآية القرآنية التي يقرر فيها الله تعالى أن الفتنة أشد من القتل.
- التوكيد على حرمة سفك دم المسلم -أو حتى غير المسلم- بغير الحق تحت أي ذريعة والمساهمة في مكافحة واستئصال الفكر التكفيري المتطرف الذي يعتنقه من يزعمون أنهم مسلمين بينما يلصقون تهمة الكفر بمسلمين آخرين وحث علماء وفقهاء الأمة الإسلامية على بذل مزيد من الجهود في سبيل تشجيع المسلمين على أن يجتمعوا على كلمة سواء وأن ينشروا مشاعر التسامح والحب المتبادل بينهم، وإعادة إحياء روح التآخي الإسلامية التي اعتاد المسلمون أن يتعايشوا بفضلها على مدى قرون طويلة قبل أن يدب بينهم الشقاق والانقسامات بسبب النزاعات السياسية التي اتخذت من الدين مطية لخدمة وتحقيق أهداف دنيوية.
- إبراز وتوكيد الحقيقة التي مفادها أن الإسلام دين سلام ويدعو إلى التعايش السلمي بين كل أمم وشعوب العالم، وأنه تاليا ينبذ كل أشكال التطرف والتعصب والإرهاب وسفك الدماء بغير الحق وأن الإسلام يكفل لأتباع المذاهب الأخرى حق التعبير عن آرائهم دون أن يتم اتهامهم بأنهم كافرين أو مُهرطقين.
- التصدي للإرهاب والإرهابيين والعنف وكذلك لكل أشكال التعصب الفكري والديني والمذهبي بهدف حقن دماء المسلمين وصيانة أرواحهم ونشر روح التسامح والتناصح بين كل المسلمين وتشجيعهم على الالتزام بقواعد وأصول الأمر بالمعروف والنهي عن المنكر.
- السعي إلى إقامة حوار هادف وبنّاء بين الدين الإسلامي وبين الديانات والحضارات الأخرى، وذلك بهدف نشر روح التسامح والتخلص من شبح الكراهية الذي يعرقل التعايش السلمي بين أتباع تلك الديانات.

## الاعترافات الدولية بالهيئة
- تم تسجيل الهيئة في بريطانيا كهيئة رسمية في عام 2009 تحت رقم: Charity No. 1131348.
- تم تسجيل الهيئة في الأمم المتحدة بالولايات المتحدة الأميركية كهيئة رسمية في عام 2010.[2]

## النشاطات

### لقاء الأمين العام للهيئة السيد أبو القاسم الديباجي مع بابا الفاتيكان
أثناء لقاءهم دعا السيد الديباجي إلى تأسيس مركز مشترك بعنوان (الأديان بلا عنف) في الفاتيكان وقد رحبوا بهذه الفكرة بكل سرور.

### لقاءات الهيئة مع بابا الفاتيكان
تمكنت الهيئة ممثلةً بعضوها المؤسس الدكتور مصطفى محقق داماد من الاجتماع مع بابا الفاتيكان بعد أن كان قد صرح البابا أن الإسلام هو سبب التطرف الديني في العالم، وبعض لقاء ممثل الهيئة مع بابا الفاتيكان قام البابا بتغيير فكرته ونظرته للإسلام والمسلمين وأصبح يدعو الهيئة للتحاور بشكل دوري لبحث عن علاجات وحلول لمشاكل التطرف والإرهاب حول العالم.

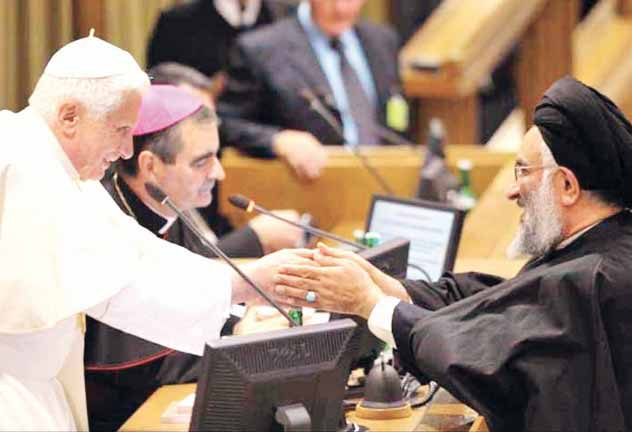
لقاء السيد مصطفى محقق داماد ممثل الهيئة مع بابا الفاتيكان

### قمة التحالف العالمي في كوريا
شاركت الهيئة ممثلةً بأمينها العام السيد أبو القاسم الديباجي في قمة التحالف العالمي للأديان من أجل السلام في العاصمة الكورية سيئول والذي أقيم في سبتمبر عام 2014 م حيث شارك فيه العديد من زعماء الدول وبعض الشخصيات المتميزة في السلام ومنهم من حصل على جائزة نوبل للسلام، وقدم اقتراحات نالت إعجاب واستحسان اللجنة المنظمة.

### مؤتمر ملك إسبانيا وخادم الحرمين
شارك السيد أبو القاسم الديباجي – الأمين العام للهيئة – نيابة عن أعضاء الهيئة بكلمة في المؤتمر العالمي للحوار بين الأديان الذي أقيم بإسبانيا تحت رعاية خادم الحرمين الشريفين الملك عبد الله بن عبد العزيز وملك إسبانيا خوان كارلوس.

### مؤتمر أذربيجان
شارك السيد أبو القاسم الديباجي بكلمة نيابة عن أعضاء الهيئة في كلا من مؤتمر (العولمة والدين والقيم التقليدية) ومؤتمر (لقاء زعماء الأديان العالمية) اللذان أقيما بجمهورية أذربيجان والذي قدم فيهما سماحته مقترح بتغيير جملة (الحوار بين الأديان) إلى (الحوار بين أتباع الديانات) لأن الأديان نور ولا تعارض بينها وإنما الحوار يكون بين أتباع تلك الأديان، وقد لاقي هذا المقترح ترحيبا كبيرا من المشاركين.

### مؤتمر إسطنبول
- عقدت الهيئة مؤتمرها الثاني في شهر مارس عام 2009 بمدينة أسطنبول بمشاركة أكثر من خمسين عالم وفقيه ومفتي ومجتهد من جميع دول العالم، تحت عنوان (الفقه الإسلامي وتحديات العصر) والذي ناقش أربعة محاور رئيسية هي:
- المواطنة في الفقه الإسلامي.
- الديمقراطية وحقوق الإنسان في الفقه الإسلامي.
- حقوق المرأة في الفقه الإسلامي.
- الفقه الإسلامي بين الأصالة والحداثة.

ولقد حقق هذا المؤتمر نجاحاً واسعاً على مستوى تحقيق أهدافه بمشاركة أكثر من خمسين من علماء الدين الإسلامي من جميع الطوائف والمذاهب ولم يتطرقوا إلى نقطة الحوار بين المذاهب والأديان وإنما ناقشوا كلٍ من وجهة نظره مسائل فقهيه هامة جدا في حياة كل مسلم، ونظراً لأهمية المؤتمر فقد لاقى أهتما بالغاً من جميع وسائل الإعلام المقرؤة والمسموعة والمرئية، فقامت بتغطية فعاليات المؤتمر جميع الصحف والقنوات التركية وكذلك القنوات العالمية مثل قناة Press وقناة تلفزيون الوطن الكويتية وقنوات العراقية والفرات، وكذلك راديو زمانة وجميع الصحف الكويتية والعالمية.

### نشاطات أخرى
تنظم الهيئة العديد من الندوات والمؤتمرات في مختلف دول العالم، كما أصدرت الهيئة العديد من بيانات الاستنكار والاستهجان تعليقا على بعض الأعمال التخريبية مثل الهجوم على كنيسة سيدة النجاة في العراق وكنيسة القديسين بالإسكندرية وأعمال العنف ضد المسلمين بالصين والهجوم الإسرائيلي الغاشم على قطاع غزة وعلى أسطول الحرية وكذلك تصريحات مقدم البرامج الأمريكي جلين بيك التي أكد فيها على أن 10% من المسلمين هم إرهابيين، كذلك اصدرت الهيئة بياناً تؤيد فيه فتوى الشيخ القادري التي تحرم العمليات الإرهابية والتخريبية

## بعض أعضاء الهيئة
تضم الهيئة نخبة من علماء المسلمين من جميع المذاهب الإسلامية سنة وشيعة، وفيما يلي بعضهم:
- الشيخ الدكتور أبو بكر دوكور – مفتي بوركينا فاسو.
- الشيخ الله شكر باشا زادة – مفتي جمهورية أذربيجان.
- الدكتور عبد اللطيف الهميم – رئيس ديوان الوقف السني في العراق ورئيس جماعة علماء العراق.
- الشيخ الدكتور خالد الملا - رئيس جماعة علماء العراق ومستشار الرئيس العراقي
- الشيخ حسن الصفار – عالم دين بالمملكة العربية السعودية.
- الدكتور عدنان المقراني – أستاذ بالجامعة الباباوية الغرغورية بالفاتيكان بإسبانيا.
- الشيخ الدكتور عبد الحليم الزهيري – مستشار رئيس وزراء العراق للشئون الإسلامية.
- الدكتور محمد الجندي – الأمين العام للمجلس الأعلى للشئون الإسلامية بجمهورية مصر العربية.
- الشيخ صالح الحيدري – رئيس ديوان الوقف الشيعي بالعراق.
- الشيخ الدكتور على عبد الباقي شحاتة – الأمين العام لمجمع البحوث الإسلامية - بجمهورية مصر العربية
- الدكتور صلاح الدين اوزغوندوز – زعيم الجعفرية بتركيا.
- الشيخ الدكتور عبد المقصود حامد عبد المقصود – عميد كلية أصول الدين بجامعة العلوم الإسلامية بالأردن.
- الدكتور محمد بحر العلوم – أستاذ بحوزة النجف الأشرف
- الدكتور عبد السلام راجح – عميد كلية الشريعة والقانون بسوريا.
- الدكتور غانم جواد – مفكر وباحث ديني بانجلترا.
- الشيخ الدكتور محمد بن صالح الدحيم – مفكر إسلامي بالمملكة العربية السعودية
- وكثيرين غيرهم من جميع الدول العربية والغربية